# Szar
Szar, (hist. Czarsk) kaz. Шар – miasto we wschodnim Kazachstanie, w obwodzie wschodniokazachstańskim, w rejonie Żarma.